# Retrato de caballero con una pata de león
El Retrato de Leonino Brembati o Retrato de caballero con una pata de león es una pintura al óleo sobre lienzo de 95,5 x 69,5 cm de Lorenzo Lotto, de 1524-25 aproximadamente y conservado en el Kunsthistorisches Museum de Viena.

## Historia
Leonino Brembati era hijo de Luca y nieto del jurista conde Leonino, que se había casado con Isotta Nogaroli: los escudos heráldicos de ambas familias todavía pueden verse tallados en su casa en la vía San Giacomo número 18 que construyó con su hijo. Leonino Brembati era caballero y conde y se había casado en 1508 con Lucina hija de Giovanni Davide Brembati y nieta de Bartolomeo y Antonia Rivola Mazucconi, a quien Lotto retrató en una de las obras más conocidas del artista en su periodo bergamasco. Lucina aportó una rica dote de 1350 ducados. Leonino fue garante de los dominicos de san Esteban en la comisión del Retablo Martinengo, lo que explicaría su proximidad con el artista veneciano. De Lucina tuvo dos hijos Gerolamo, nacido prematuro y que se casó con Caterina hija de Pietro Suardi y de Paola da Ponte, y Fenicia casada con Fortunato Agosti. Se presume que en ocasión del matrimonio del joven Gerolamo con Caterina fue encargada la pintura de Lotto Venus y Cupido.
La obra se conoce desde 1679 cuando se encontraba numerada en el inventario de las colecciones del archiduque Leopoldo Guillermo, proveniente de la colección de Bartolomeo della Nave.

## Descripción y estilo
Sobre el fondo de una cortina roja y una mesa cubierta por una tela verde, un caballero, vestido con un suntuoso ropón negro con guarniciones de piel, aparece de pie, reclinándose al tiempo que se pone una mano en el pecho, un gesto típico de las figuras de Lotto, y con la otra muestra al espectador una figurilla de una pata leonina dorada. La pose ligeramente de tres cuartos, en un encuadre hasta las rodillas, la ropa oscura, remiten a la retratística de Tiziano, sin duda el artista entonces más influyente de Venecia.
El significado simbólico de la zarpa es un típico acertijo lottesco, que identifica al personaje como Leonino Brembati, marido de Lucina Brembati, cuyo retrato hoy en la Academia Carrara presenta un similar juego de palabras visual del pintor: sobre la luna están insertadas las letras "CI" para "leer" "lu(CI)na". Los dos retratos presentan otra confirmación de la identificación: sobre los dedos índices de los dos nobles aparece el anillo con el escudo de la familia, truncado en blanco y negro con una banda roja, todavía bien visible en la obra de Bérgamo, y reconocible ahora ya solo en fotos antiguas en el cuadro de Viena.